# Cokie Roberts
Pour les articles homonymes, voir Roberts.
Mary Boggs, épouse Roberts, née le 27 décembre 1943 et morte le 17 septembre 2019, connue sous le nom de Cokie Roberts, est une journaliste, chroniqueuse et écrivaine américaine. Elle a été journaliste et analyste politique pour la National Public Radio et ABC News. Elle a été présidente de la Radio and Television Correspondents' Association (en).

## Biographie

### Jeunesse et formation
Cokie Roberts née Mary Martha Corinne Morrison Claiborne Boggs le 27 décembre 1943 à La Nouvelle-Orléans, en Louisiane, Cokie Roberts est la cadette des trois enfants de Thomas Hale Boggs, et de Lindy Boggs. C'est son frère, Tommy, qui ne pouvant prononcer son prénom Corinne lui a donné son surnom de Cokie. Ses deux parents étant des personnalités importantes du Parti démocrate elle est initiée aux arcanes et fonctionnements du Congrès des États-Unis,,,
Après ses études secondaires, à l'Academy of the Sacred Heart (New Orleans) (en), elle est acceptée au Wellesley College où en 1964, elle obtient son Bachelor of Arts (Licence) en science politique,,,,.

### Carrière
Cokie travaille à CBS News et Public Broadcasting Service avant de rejoindre ABC News en 1988.
De 1996 à 2002, elle co-anime, avec Sam Donaldson (en), l'émission politique dominicale This Week d' ABC television.

### Engagement
La majeure partie de ses publications sont des livres consacrés à la contribution des femmes, à l'histoire des États-Unis, et à leur culture.
Elle-même a dû faire sa place dans le monde de la télévision américaine où les femmes était souvent cantonnée à des postes secondaires ou de faire-valoir des présentateurs.

### La maladie et la fin
En 2002, bien que lui soit diagnostiqué un cancer du sein, elle va continuer de travailler et d'écrire jusqu'à la fin.
L'annonce de sa mort suscite des hommages dans toute la presse américaine, (les ventes et téléchargements explosent) et de la part de personnalités américaines comme les anciens présidents George W. Bush et Barack Obama, ou de la présidente de la Chambre des représentants, Nancy Pelosi. Hommages contrastant avec la remarque désobligeante du président Donald Trump,.
Le National Press Club et la famille de Cokie Roberts invite le public à participer à une réception en son honneur qui se tient le 20 septembre 2019 et à se rassembler dans la salle de bal du National Press Club,
Ses funérailles sont célébrées à la Cathédrale Saint Matthieu l'Apôtre à Washington le 21 septembre 2019.
Cokie Roberts repose au Cimetière du Congrès (Congressional Cemetery) à Washington.

### Vie privée
- 1966 : mariage avec Steven V. Roberts, ils ont deux enfants, une fille, Rebecca Roberts, et un fils Lee Roberts[22]. Le mariage est célébré, en présence du Président Lyndon Johnson[23], à Bethesda, ville qui devient la résidence du couple[24].
- Elle décède le 17 décembre 2019 des suites d'un cancer du sein[25].

## Œuvres
- Cokie Roberts et Ayako Sono, Democracy & Discontent : Questions Facing the Political Process of Japan & the United States, Missoula, Montana, University of Montana, coll. « Mansfield American-Pacific lectures », 1992, 140 p. (ISBN 9780963526502),
- Cokie Roberts, We Are Our Mothers' Daughters, New York, William Morrow & Company (réimpr. 2000, 2009) (1re éd. 1998), 344 p. (ISBN 9780688151980, OCLC 38749240, lire en ligne),
- Cokie Roberts & Steven V. Roberts, From This Day Forward, New York, Morrow (réimpr. 2009, 2014) (1re éd. 2000), 376 p. (ISBN 9780688168919, OCLC 42968006, lire en ligne),
- Cokie Roberts, Founding Mothers : The Women Who Raised Our Nation, New York, William Morrow (réimpr. 2005, 2009, 2014, 2018) (1re éd. 2004), 388 p. (ISBN 9780060090258, OCLC 519917943, lire en ligne),
- Cokie Roberts, Ladies of Liberty : The Women Who Shaped Our Nation, New York, William Morrow, 2008, 934 p. (ISBN 9780060782344, lire en ligne)
- Cokie Roberts & Steven V. Roberts (ill. Kristina Applegate Lutes), Our Haggadah : Uniting Traditions for Interfaith Families, New York, Harper & Collins (réimpr. 2014) (1re éd. 2011), 200 p. (ISBN 9780062018106, OCLC 1099990832, lire en ligne),
- Cokie Roberts (ill. Diane Goode), Founding Mothers : Remembering the Ladies, New York, HarperCollins Publishers, 2014, 40 p. (ISBN 9780060780036, lire en ligne),
- Cokie Roberts, Capital Dames : the Civil War and the Women of Washington, 1848-1868, New York, Harper Collins Publishers, 2015, 520 p. (ISBN 9780062002761, lire en ligne),

## Prix et distinctions
- 1984 : lauréate du Alumnae Achievement Awards, décerné par le Wellesley College[26],
- 2000 : inscription au Broadcasting & Cable Hall of Fame ,par le magazine Broadcasting & Cable (en)[27],[28],
- 2008 : nommée “Living Legend,”/ "Légende vivante", par la bibliothèque du Congrès[29],
- 2019 : lauréate du Records of Achievement Award, décerné par la National Archives Foundation (en)[30],
- 2020 : inscription à titre posthume au Radio Hall of Fame (en)[31],

## Pour approfondir

#### Notices dans des encyclopédies ou manuels de références
- (en-US) Claudia Dreifus (préf. Clyde Haberman), Interview, New York, Seven Stories Press (réimpr. 1999) (1re éd. 1997), 283 p. (ISBN 9781888363425, OCLC 36130653, lire en ligne), p. 205-215,
- (en-US) Dan D. Nimmo & Chevelle Newsome, Political Commentators in the United States in the 20th Century: A Bio-Critical Sourcebook, Westport, Connecticut, Greenwood Press, 1997, 429 p. (ISBN 9780313295850, lire en ligne), p. 300-308,
- (en-US) Ted White, Broadcast News Writing, Reporting, and Producing, Burlington, Massachusetts, Elsevier/Focal Press (réimpr. 2010, 2012, 2013, 2015, 2021) (1re éd. 2005), 511 p. (ISBN 9780240806594, OCLC 56733126, lire en ligne), p. 242-244,
- (en-US) Lisa A. Phillips, Public Radio : Behind the Voices, New York, CDS Books, 2006, 334 p. (ISBN 9781593151430, lire en ligne), p. 37-45,
- (en-US) Kerry Kennedy, Being Catholic Now : Prominent Americans Talk About Change in the Church and the Quest for Meaning, New York, Crown Publishers, 2008, 247 p. (ISBN 9780307346841, lire en ligne), p. 25-32,
- (en-US) Patti Davis, The Lives Our Mothers Leave Us : Prominent Women Discuss the Complex, Humorous, and Ultimately Loving Relationships They Have with Their Mothers, Carlsbad, Californie, Hay House, 2009, 253 p. (ISBN 9781401921620, lire en ligne), p. 211-220,

#### Essais, biographies
- (en-US) Steven V. Roberts, Cokie: A Life Well Lived, Harper, 2 novembre 2021, 272 p. (ISBN 9780062851475),

#### Articles
- (en-US) « Newsmaker: Cokie Roberts », American Libraries, vol. 40, no 5,‎ mai 2009, p. 32 (1 page) (lire en ligne ),
- (en-US) Walter Isaacson, « Walter Isaacson on How Cokie Roberts Came to Love American Politics », Time magazine,‎ 19 septembre 2019 (lire en ligne ),